# Macromidia atrovirens
Macromidia atrovirens – gatunek ważki z rodziny Synthemistidae. Znany tylko z holotypu – samicy odłowionej w 1935 roku w lub w pobliżu Bukit Itam na południu Sumatry. Autorzy World Odonata List podają ważność tego gatunku w wątpliwość.